# Joachim Zygmunt von Ziegler-Klipphausen

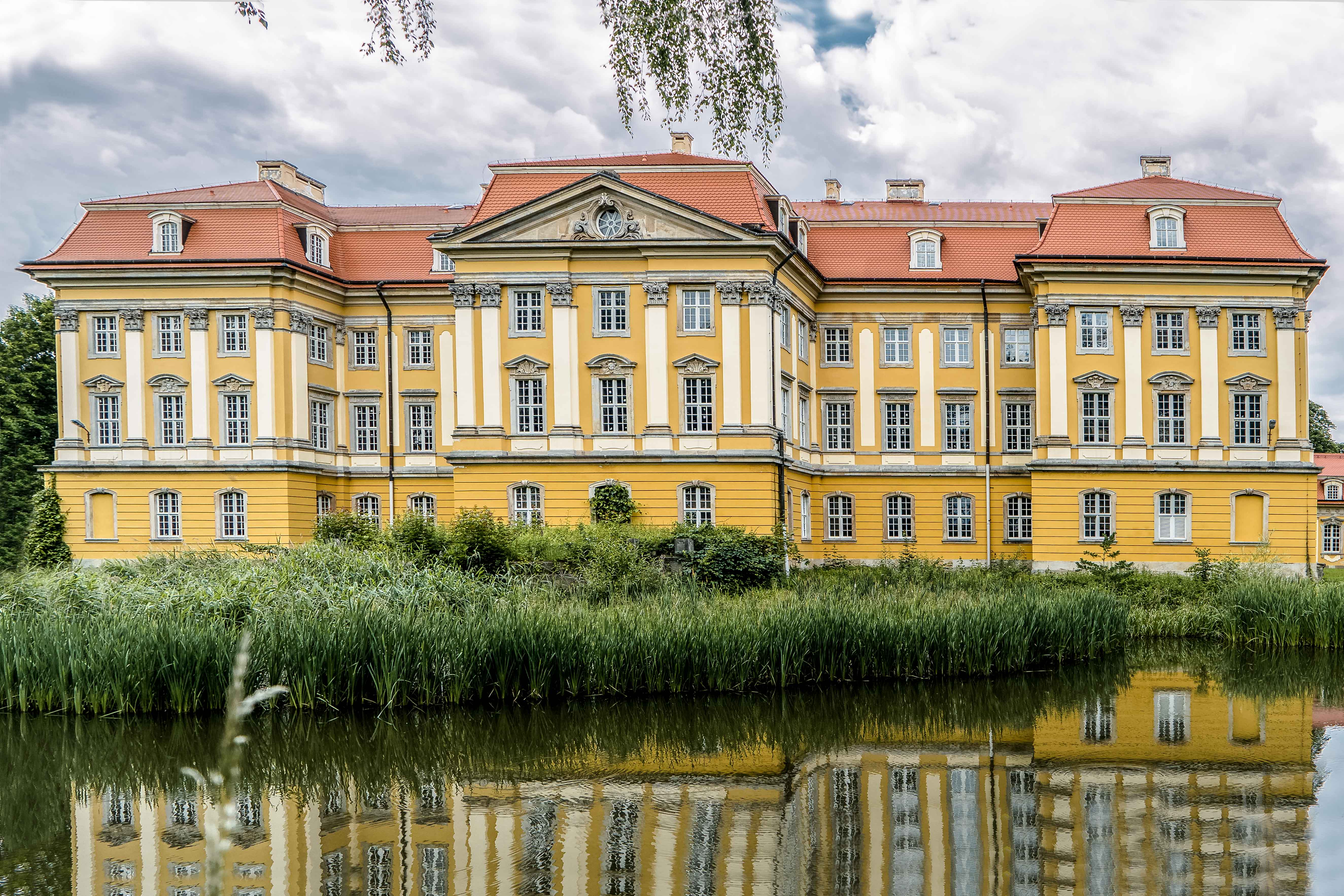
Pałac von Zieglera-Klipphausena w Radomierzycach

Joachim Zygmunt von Ziegler-Klipphausen (ur. 13 października 1660 w Radomierzycach, zm. 30 czerwca 1734 tamże) – szambelan króla Polski Augusta II Mocnego i nadzorca królewskich pałaców, dziedzic Radomierzyc i fundator barokowego pałacu w Radomierzycach.
Wywodził się z miśnieńskiego rodu szlacheckiego von Ziegler-Klipphausen.